# Svigermoder kommer
Svigermoder kommer er en dansk stum komediefilm fra 1910 produceret af Nordisk Films Kompagni. Filmens instruktør er ukendt. 
Filmen blev i tysktalende lande distribueret som 	Schwiegermutter kommt og i engelsktalende lande som Mother in Law Arrives.

## Handling
Hr. Petersen hælder meget af sin hustru, men ikke sin svigermor. Hun melder dog sin ankomst for at blive i hjemmet nogle uger. Hr. Petersen forsøger hvad som helst for at få svigermor til at rejse igen, men uden held.

## Medvirkende
- Victor Fabian
- Petrine Sonne
- Rigmor Jerichau